# Ptenochirus wetmorei
Ptenochirus wetmorei  (Taylor, 1934) è un pipistrello appartenente alla famiglia degli Pteropodidi, diffuso nell'Ecozona orientale.

## Descrizione

### Dimensioni
Pipistrello di medie dimensioni con la lunghezza della testa e del corpo tra 70 e 76 mm, la lunghezza dell'avambraccio tra 45 e 52 mm, la lunghezza della coda fino a 6 mm, la lunghezza delle orecchie tra 12 e 15 mm e un peso fino a 20 g.

### Aspetto
Le parti dorsali sono grigiastre con la punta dei peli marrone chiara, la testa è più scura, mentre le parti ventrali sono molto più chiare. Il muso è corto e largo, le narici sono tubulari e separate tra loro da un profondo solco longitudinale, il labbro superiore è attraversato da tre solchi che lo dividono in due parti uguali. Sul bordo interno delle labbra sono presenti diverse papille. Gli occhi sono grandi. Le orecchie sono relativamente corte, prive di bordi più chiari, con l'estremità arrotondata ed un piccolo lobo antitragale triangolare. La tibia è cosparsa dorsalmente di alcuni peli corti. La coda è corta mentre l'uropatagio è ridotto ad una sottile membrana lungo la parte interna degli arti inferiori.

## Biologia

### Alimentazione
Si nutre di frutta.

### Riproduzione
Danno alla luce un solo piccolo alla volta l'anno.

## Distribuzione e habitat
Questa specie è diffusa sull'isola di Mindanao nelle Filippine.
Vive nelle foreste primarie e leggermente disturbate tra gli 800 e 1.200 metri di altitudine. È probabilmente assente dalle foreste muschiose e montane sopra i 1.500 metri.

## Tassonomia
Recenti studi filogenetici hanno separato le due sottospecie precedentemente riconosciute e trasferito la specie nominotipica dal genere Megaerops.

## Conservazione
La IUCN Red List, considerato il declino della popolazione di oltre il 30% negli ultimi 15 anni a causa del degrado del proprio habitat, classifica P.wetmorei come specie vulnerabile (VU).